# Моллаев, Кабе
Кабе Моллаев — советский хозяйственный, государственный и политический деятель.

## Биография
Родился в 1934 году в Ташаузской области. Член КПСС.
С 1954 года — на хозяйственной, общественной и политической работе. В 1954—1986 гг. — комсомольский и партийный работник в Ташаузской области Туркменской ССР, заведующий отделом Ташаузского обкома КП Туркменистана, первый секретарь Октябрьского райкома КП Туркменистана, председатель Ташаузского облисполкома.
Избирался депутатом Верховного Совета Туркменской ССР 9-11-го созыва.
Жил в Туркменистане.

## Награды и звания
- орден Октябрьской Революции (13.03.1981)
- орден Трудового Красного Знамени (27.08.1971, 10.12.1973, 27.12.1976)